# Мальборк (гміна)
Гміна Мальборк (пол. Gmina Malbork) — сільська гміна у північній Польщі. Належить до Мальборського повіту Поморського воєводства.
Станом на 31 грудня 2011 у гміні проживало 4549 осіб.

## Територія
Згідно з даними за 2007 рік площа гміни становила 100.93 км², у тому числі:
- орні землі: 82.00%
- ліси: 1.00%

Таким чином, площа гміни становить 20.41% площі повіту.

## Населення
Станом на 31 грудня 2011:
| Опис     | Загалом | Загалом | Чоловіки | Чоловіки | Жінки | Жінки |
| -------- | ------- | ------- | -------- | -------- | ----- | ----- |
| одиниця  | осіб    | %       | осіб     | %        | осіб  | %     |
| все      | 4549    | 100     | 2295     | 50.45    | 2254  | 49.55 |
| міське   | 0       | 100     | 0        |          | 0     |       |
| сільське | 4549    | 100     | 2295     | 50.45    | 2254  | 49.55 |

## Сусідні гміни
Гміна Мальборк межує з такими гмінами: Ліхнови, Мальборк, Мілорадз, Новий Став, Старе Поле, Старий Тарґ, Штум.